# Lago Ghio
Lago Ghio är en sjö i Argentina.   Den ligger i provinsen Santa Cruz, i den södra delen av landet, 1 800 km sydväst om huvudstaden Buenos Aires. Lago Ghio ligger 376 meter över havet. Arean är 61 kvadratkilometer. Den sträcker sig 11,2 kilometer i nord-sydlig riktning, och 12,6 kilometer i öst-västlig riktning.
Trakten runt Lago Ghio är nära nog obefolkad, med mindre än två invånare per kvadratkilometer.